# Bruno Marie-Rose
Bruno Marie-Rose, född den 20 maj 1965 i Bordeaux i Frankrike, är en före detta friidrottare som tävlade i kortdistanslöpning.
Marie-Rose främsta meriter individuellt är silvermedaljen på 200 meter vid inomhus-VM 1987. Han blev bronsmedaljör vid EM 1986 på 100 meter. Förutom medaljerna blev han åtta på 200 meter vid Olympiska sommarspelen 1988.
Som en del av franska stafettlag på 4 x 100 meter blev han bronsmedaljör vid OS 1988, silvermedaljör vid VM 1991 och guldmedaljör vid EM 1990. Vid EM 1990 noterade det franska stafettlaget även ett nytt världsrekord.

## Personliga rekord
- 100 meter - 10,29 från 1984
- 200 meter - 20,82 från 1987